# Krumtapmekanisme
En krumtap (eng. crank, anglicisme krank) er en aksel med en arm og endnu en aksel. Et håndsving er et eksempel på en krumtap.
En plejlstang, krumtap og noget forbundet til plejlstangens anden ende (fod+ben eller stempel) i forening, udgør og fungerer som en krumtapmekanisme. En krumtapmekanisme er et eksempel på en flerledsmekanisme.
En krumtapmekanisme anvendes steder, hvor man ønsker at konvertere mellem en frem-og-tilbage/op-og-ned/translationel bevægelse – og en rotationsbevægelse. 
Et eksempel på en krumtapmekanisme er, når et menneske sidder på cyklen; én korrekt placeret fod+ben på en pedal med pedalaksel og en pedalarm (=krumtaparm).
Med begge fødder+ben, pedaler, pedalaksel og pedalarme, vil det samlet udgøre to krumtapmekanismer.
Krumtappen har været kendt i Kina i omtrent 2000 år, mens vimmelskaftet og spinderokken først dukkede op i Europa engang i middelalderen.

## Alternativ til krumtapmekanisme
I stempelmaskiner kan en krumtapmekanisme erstattes af en svingplademekanisme – og omvendt.

## Anden anvendelse
I en cykelgokart, bruges fødder og ben sammen med en krumtappen, til at drive baghjulene via en kæde. Fødder+ben+krumtapper, vil det samlet udgøre to krumtapmekanismer.